# Neerstrom
Der Neerstrom ist eine gegenläufige und teilweise kreisförmige Strömung in fließenden Gewässern. Er bildet sich in Buchten, hinter Molen und anderen Hindernissen. Ein Neerstrom ist immer schwächer als der eigentliche Hauptstrom.

## Ursache
Der Neerstrom entsteht durch Abfließen von Wasser aus dem Hauptstrom an einem Hindernis, beispielsweise an einer Sandbank, einem Felsriff, einer Spundwand oder Flussverbauung. Das abfließende Wasser muss dem Gewässer wieder zugeführt werden. Zuerst entsteht ein Wirbel, der sich zwischen Hauptstrom und Ufer drängt und in der Folge das abgeleitete Wasser in dieser Zone gegen den Hauptstrom lenkt. Eine solche kreisförmige Strömung fängt oft Treibgut aus dem Hauptstrom auf.
Neerströme entstehen auch durch den Schraubenstrom eines Motorschiffes, beispielsweise in einem Kanal oder in einer Schleuse.

## Anwendung
Schiffe machen sich Neerströme zu Nutze, indem sie bei Fahrten flussaufwärts den Gegenstrom ausnutzen. Das funktioniert aber nur bei Schiffen mit geringem Tiefgang, die auch in den meist eher flachen Uferzonen noch fahren können.

## Gefahren
Zwischen Neerstrom und Hauptstrom gibt es meist einen ziemlich scharfen Übergang. Wenn nun ein Schiff vom Neerstrom in den Hauptstrom fährt oder umgekehrt, wird beim Übergang ein Teil des Schiffes flussaufwärts, und der andere Teil flussabwärts bewegt. Dadurch entsteht ein starkes Drehmoment, das oft zu Unstabilität des Schiffes und zu dessen Kentern führt. Im Übergang sind Schiffe nur schwer steuerbar. Auch die Gierbewegung setzt sich dabei aus zwei gegenläufigen Bewegungen zusammen.